# Petko Sławejkow
Petko Raczow Sławejkow, bułg. Петко Рачов Славейков (ur. 17 listopada 1827 w Tyrnowie, zm. 1 lipca 1895 w Sofii) – bułgarski poeta, folklorysta, publicysta i polityk; czołowy twórca i działacz odrodzenia narodowego, ojciec Pencza i Christa. Członek i jeden z przywódców bułgarskiej Partii Liberalnej. Pełnił funkcję marszałka parlamentu bułgarskiego (1880), był również ministrem oświaty (1880) oraz ministrem spraw wewnętrznych (1880–1881) w pierwszym rządzie Petko Karawełowa, a następnie w latach 1884–1885 ponownie ministrem spraw wewnętrznych w drugim gabinecie Karawełowa.
W latach 1835–1843 pracował jako nauczyciel. W roku 1846 po antygreckich wystąpieniach opuścił Tyrnowo, po czym w roku 1849 osiadł w Trjawnie. Tam powstały zbiory wierszy: Smesna kitka, Pesnopojka, Basnenik (wszystkie w roku 1852). W roku 1849 rozpoczął działalność publicystyczną, publikując teksty na łamach redagowanych przez siebie gazet i czasopism, m.in. od roku 1863 wydawał satyryczne pismo Gajda. W roku 1864 wyjechał do Stambułu, gdzie pracował nad przekładem Pisma Świętego na język bułgarski – Biblia Sławejkowa (1871). W latach 1866–1872 wydawał m.in. czasopismo Makedonia, propagujące hasła walki o niezależną cerkiew bułgarską. Brał udział w wydawaniu pierwszego bułgarskiego pisma kobiecego Rużica oraz młodzieżowego Pczelica.
W roku 1876 wrócił do Bułgarii i osiadł w Starej Zagorze, gdzie, podczas pożaru, uległy zniszczeniu zgromadzone przez niego materiały folklorystyczne. Po wyzwoleniu brał udział w życiu politycznym kraju, był m.in. współzałożycielem Partii Liberalnej w Księstwie Bułgarii, jednym z liderów Partii Liberalnej w Rumelii Wschodniej oraz ministrem oświaty i spraw wewnętrznych. Ostatnie lata poświęcił działalności literackiej, uwieńczonej wydaniem dzieła Byłgarski posłowici (Przysłowia bułgarskie, tom 1-2 1890–1891).
Sławejkow był także zasłużonym tłumaczem z literatur: greckiej, tureckiej i rosyjskiej. Jego dorobek literacki liczy ponad 75 prac o różnorodnej tematyce.